# Hangseshwari-Tempel

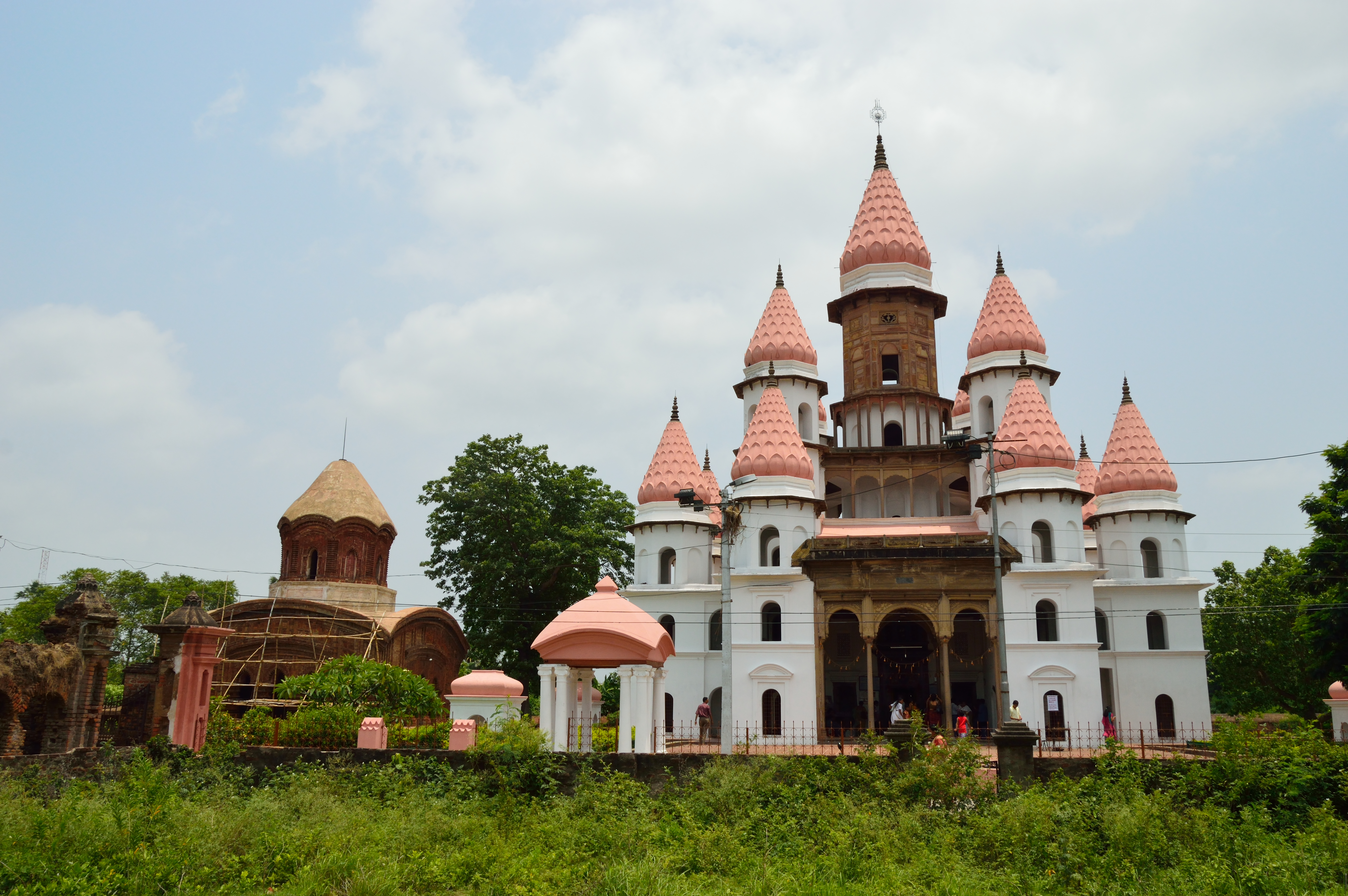
Hangseshwari-Tempel und Ananta-Vasudeva-Tempel

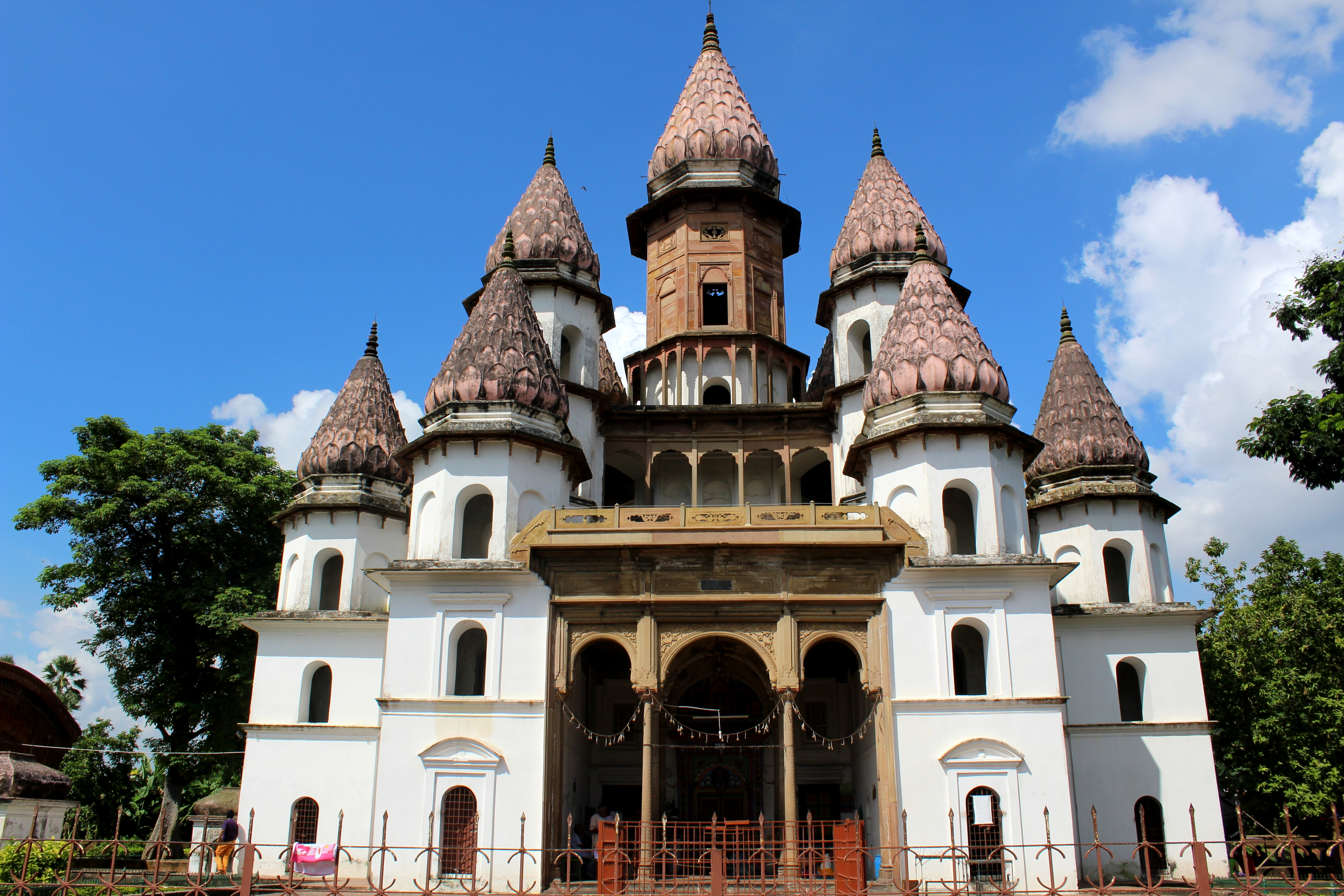
Hangseshwari-Tempel

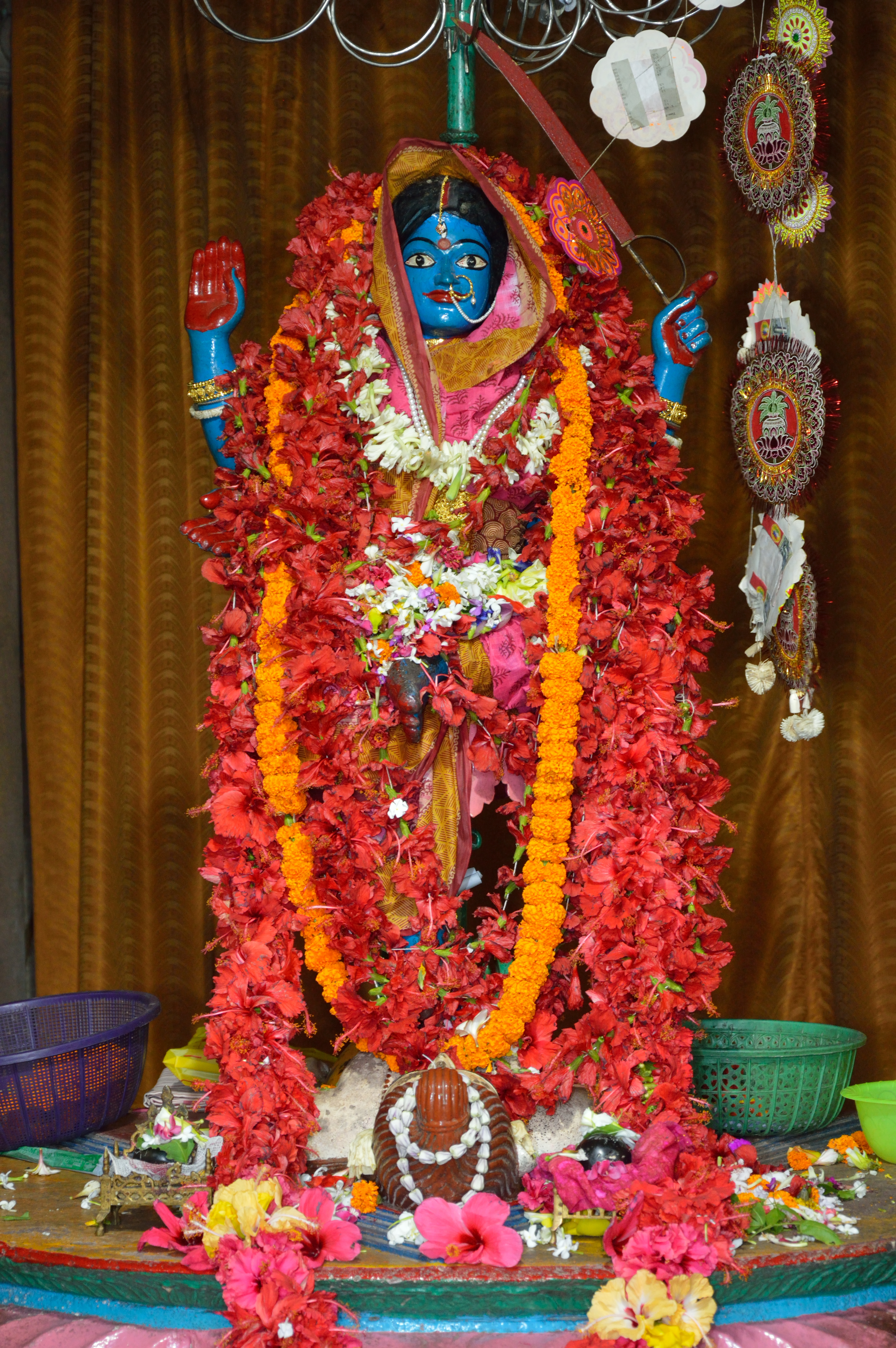
Kultbild der Göttin Kali

Der Hangseshwari-Tempel in der Stadt Bansberia im Hugli-Distrikt im indischen Bundesstaat Westbengalen ist ein Hindu-Tempel (mandir) bengalischen Typs. Es ist einer von insgesamt sieben großen Kali-Tempeln der Region.

## Lage
Die Stadt Bansberia liegt knapp 60 km nördlich von Kolkata auf dem Westufer des Hugli-Flusses in einer Höhe von ca. 15 m. Der an einem Teich gelegene Tempel ist nur etwa 500 m vom Flussufer entfernt.

## Geschichte
Der Tempel wurde im Jahr 1801 von Raja Nrisingha Deb Roy Mahasay gestiftet und im Jahr 1814 von seiner Witwe Rani Shankari vollendet.

## Architektur
Charakteristisch für große Bengalische Tempel der Neuzeit ist ihre Mehrtürmigkeit; im Fall des Hangseshwari-Tempels sind es insgesamt 12 kleinere Türme, die einen ca. 27 m hohen Mittelturm (ratna) umstellen. Alle Türme sind funktionslos und erfüllen einen rein hoheitlich-repräsentativen Zweck. Die zapfenähnliche Formen der Turmspitzen ähneln noch geschlossenen Lotosblüten. Ungewöhnlich ist die Tatsache, dass die Dächer des Bauwerks nicht – wie ansonsten bei Bengalischen Tempeln üblich – gebogen sind und in den Ecken nicht herabhängen. Die Portalzone ist dreifach geöffnet; sie setzt sich nach oben fort. In der Cella (garbhagriha) befindet sich das stoff- und blumenbehangene sowie blau bemalte Kultbild der Göttin Kali, deren Zunge nicht – wie sonst üblich – herausgestreckt ist. Dennoch hält sie ein Schwert in der erhobenen linken Hand; ihre rechte ist rot (= „Blut“) bemalt.

## Nebentempel
Unmittelbar neben dem Hangseshwari-Tempel steht der bereits im Jahr 1679 erbaute Ananta-Vasudeva-Tempel mit seiner ornamentierten und weitgehend unverputzten Ziegelstein-Architektur. Er hat nur einen oktogonalen tambour-ähnlichen Mittelturm, dessen Dachflächen in den Ecken herabhängen.